# Georg Aagaard
Just Georg Valdemar Aagaard (12. marts 1811 i København – 16. marts 1857) var en dansk politiker. Han var medlem af det nationalliberale parti, og blev første gang valgt ind i Folketinget i 1852 og sad her indtil sin tidlige død i 1857.
Hans fader, krigsassessor Holger Halling Aagaard, gift med Marie f. Koës, flyttede kort efter sønnens fødsel til herregården Iselingen ved Vordingborg, og fra denne bys lærde skole dimitteredes Aagaard i 1829. Ved Universitetet sluttede han fortroligt venskab med en kreds af unge begavede mænd, blandt hvilke C.C. Hall, F.M. Knuth og D.G. Monrad senere er blevet mest kendte. På det gæstfri Iselingen, hvor foruden den store børneflok også P.O. Brøndsteds to døtre, søsterdøtre af Fru Aagaard, opdroges, samledes disse venner i ferierne til glade og åndrige sammenkomster, hvor også en ung N.F.S. Grundtvig var gæst. Aagaard blev juridisk kandidat 1835, rejste en kort tid til udlandet, var fuldmægtig hos kammeradvokaten indtil 1837, men forpagtede så gården Binnitze ved Maribo og blev prokurator i Maribo Amt 1841. Han havde da ægtet Charlotte Bartholin-Eichel, hvis fader i sin tid ejede Svanholm på Sjælland.
Den nationale bevægelse, som udgik fra Slesvig, og de samtidige frihedsbestræbelser havde i Aagaard en begejstret talsmand, og han sluttede sig af et fuldt hjerte til det nationalliberale parti fra dets første dannelse. Han sad på Den Grundlovgivende Rigsforsamling for Maribo Amts 3. kreds, faldt igennem i nabokredsen (2.) ved det første folketingsvalg i december 1849, men valgtes senere 4 gange i denne, ligesom han efter gennemførelsen af Fællesforfatningen af 2. oktober 1855 valgtes til Rigsrådet for 2. kreds (Fyn og Lolland-Falster), men døde, kun 46 år gammel, 16. marts 1857, året efter sin ungdomsven grev F.M. Knuth.
Aagaard var opdraget i et dannet og i høj grad patriotisk hjem, hvis ædle præg aldrig fornægtede sig, han var selv en varm fædrelandsven, begejstret for alt stort og skønt, med livlig humoristisk sans. Han besad ikke glimrende evner, og hans natur var indolent, men over hele hans personlighed var der udbredt en umiddelbar personlig elskværdighed, som vandt ham alle hjerter.